# Halecium minutum
Halecium minutum is een hydroïdpoliep uit de familie Haleciidae. De poliep komt uit het geslacht Halecium. Halecium minutum werd in 1903 voor het eerst wetenschappelijk beschreven door Broch. 